# Bodhisattva
En bodhisattva (af sanskrit बोधिसत्त्व bodhisattva "en, hvis væsen er bodhi") er i buddhismen en person, der har viet sig til at hjælpe alle væsener med at realisere deres buddhanatur, dvs. opnå den fulde oplysning. Ordet bruges ofte om en kategori af væsener, der selv har opnået fuld oplysning og dermed kan gå i ét med nirvana, men alligevel vælger at lade sig genføde på jorden for at hjælpe andre til oplysning. Betegnelsen bliver dog også brugt om den historiske Buddha, Siddharta Gautama, inden han opnåede denne indsigt. Bodhisattvaere er altså en slags rådgivere/vejledere for den almindelige buddhist.

## Levende bodhisattvaer
Bodhisattvaer er en titel der tildeles de mest oplyste sjæle der befinder sig på jorden. Det er buddhistiske munke der har opnået nirvana, men har ofret sig selv for at komme tilbage og lære andre om deres oplysning. Det kræver meget træning at blive Bodhisatva, langt de fleste munke bliver det aldrig. For at blive Bodhisattva skal man vinde over Mara, og bruge resten af sit liv på at hjælpe andre mennesker. Bodhisattvaer afgiver et løfte når de tager det sidste skridt til at hjælpe andre:
Just as all the previous Sugatas, the Buddhas
Generated the mind of enlightenment
And accomplished all the stages
Of the Bodhisattva training,
So will I too, for the sake of all beings,
Generate the mind of enlightenment
And accomplish all the stages
Of the Bodhisattva training.
Dette løfte bliver ikke givet på engelsk men på hindi, og i løftet lover de at hjælpe alle levende væsner med at opnå oplysning.
Bodhisattvaer har opgivet alle lyster og vundet over Mara, men de skal ønske at blive Bodhisattva hvilket ikke er at bryde med deres løfte, da deres begær er et begær for at hjælpe andre.

## Tulkuer
Tulkuer er bodhisattvaer i den tibetanske buddhisme.
Tulkuer fungerer som normale bodhisattvaer, og er altså buddhister som har opnået nirvana, men er vendt tilbage til den fysiske dimension for at hjælpe andre buddhister.
Vigtigt at understrege er dog at den tibetanske buddhisme ikke arbejder med individuel udfrielse, men har fokus på den kollektive strøm. De tibetanske tulkuer arbejder derfor helt generelt med at hjælpe andre til at bryde illusionen om 'jeg'et.
Når en tulku dør, vælger han/hun selv omstændighederne om sin genfødsel. Vedkommende vil fortælle sine nærmeste hvor de skal lede efter efterfølgeren. Efter et passende antal år, indledes jagten på den reinkarnerede tulku, som kun efter omfattende at kunne give tegn på af være efterfølgeren, bliver han/hun indført i tulku-traditionerne.

## Fantomlegemer
I visse dele af den tibetanske buddhisme, er tulkuer ikke nødvendigvis eksisterende i menneskelig form. For eksempel kan det også træde frem som et fantomlegeme. Dette er kun en skikkelse af en person, og er ikke præcist som den afdøde, men fremtræder i stedet som magiske former eller skikkelser. Der skal ifølge Tulku Thondup være tre slags typer af fantomlegemer / tulkuer. Der er dem som ligner Buddha, manifestationer af eksperter og genfødsler af anstændige lærere eller præster. Hvert fantomlegeme har en bestemt slægt af genfødsler, fx Dalai Lama.

## Lamaer og deres disciple
Lama betyder 'den højeste og ædleste moder' og fungerer som en lærer indenfor den tibetanske buddhisme. Man må vælge sin egen personlige lama, og denne kaldes ofte for en "rod-lama", da han er roden til den praktiserendes vej til erkendelse.
Lamaen fungerer som en kontakt mellem mennesket og Buddha, idet han selv lever buddhanaturen. Derfor skal den praktiserende overgive sin vilje (4. skandha) fuldstændigt til lamaens bevidsthed (5. skandha), da lamaen udelukkende er styret af sin bevidsthed, og dermed er "renere" i sine handlinger og moral end den praktiserende, som kun er styret af begær, sanser og uvidenhed. Lamaen giver derfor også kraftoverførsler til den praktiserende, således at den praktiserende har et fundament til at begynde på sin overgang til de nedre skandhaer og befrielsen fra livshjulet.
Dette gør lamaen igennem velsignelser, hvor han blandt andet overfører en velsignelse direkte fra sin hånd, men også ved at se billeder og statuer af hellige former, ved at høre hellige ord, eller ved at smage hellige urter. Derfor er en vigtig del af forholdet mellem lamaen og den praktiserende, at den praktiserende stoler blindt på lamaens rene buddha-natur, så den praktiserende kan overgive sin vilje til lamaens bevidsthed. Kun ved den erkendelse kan den praktiserende komme videre i sin læringsproces. Udefrakommede kan se forholdet som total underkastelse, men for buddhister er der tale om en aktiv overgiven af vilje til en renere bevidsthed.